# Lamu-lamu
Lamu-lamu är ett utdöende australiskt språk. Lamu-lamu talades i Queensland. Lamu-lamu tillhörde de pama-nyunganska språken.. Enligt 2016 folkräkningen talades lamm-lamu av bara 3 personer.